# Brännskada
En brännskada (eller brännsår) är ett trauma (en skada) på huden som oftast orsakats av värme. Brännskadan kan uppträda som blåsor eller liknande. Blåsorna är helt ofarliga men kan vara mycket irriterande. När man bränner sig blir huden öm och tar lång tid att återhämta sig; under den tiden kan vätskor komma från huden och hjälpa till, då huden blåser upp sig som ett skyddsnät runt såret. Enklare brännskador kan behandlas genom sköljning med kallt vatten.

## Kategorisering av brännskador

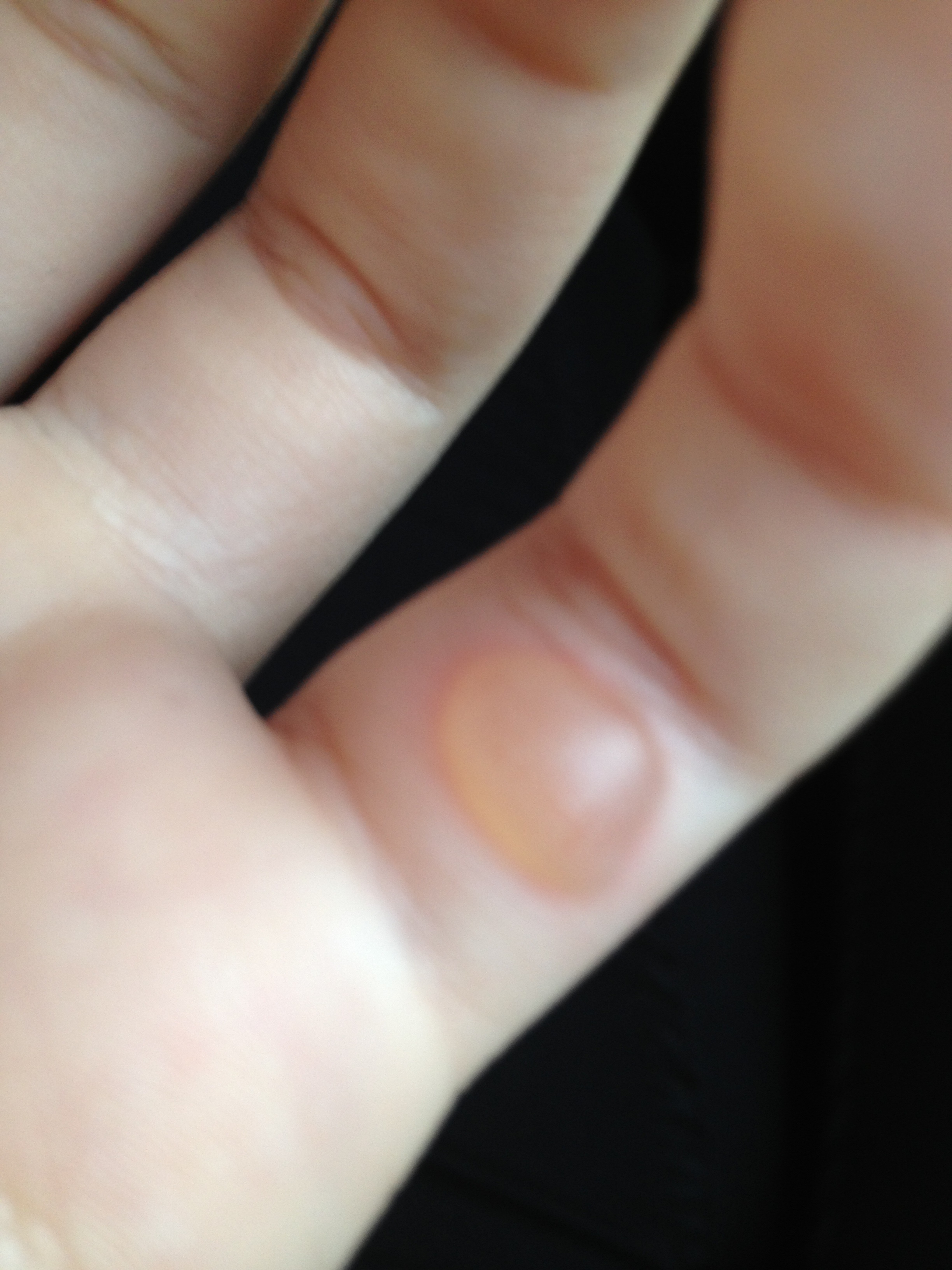
Brännblåsa på fingret.

Faktorer som påverkar en brännskadas svårighetsgrad:
- Djup (Ofta avhängigt temperaturen och hur lång tid vävnaden varit exponerad för värme)
- Utbredning
- Placering på kroppen
- Den skadades ålder (Barn och gamla är känsligare för brännskador)

Modern kategorisering har fyra nivåer :
| Ny beteckning           | Äldre beteckning          | Läkningsförlopp              |
| ----------------------- | ------------------------- | ---------------------------- |
| Överhudsskada (ytlig)   | första gradens brännskada | Kroppen läker själv          |
| Ytlig delhudsbrännskada | andra gradens brännskada  | Kroppen läker själv          |
| Djup delhudsbrännskada  | andra gradens brännskada  | Behöver ofta kirurgisk hjälp |
| Fullhudsskada           | tredje gradens brännskada | Behöver kirurgisk hjälp      |

### Överhudsskada (ytlig)
- Överhuden (epidermis) är skadad.
- Intensiv rodnad och smärta.
- Motsvarar en solbränna.
- Torr hudyta.
- Nålspets känns vass.
- Intakt kapillär återfyllnad.
- Läker på 2-3 dagar.
- Efterlämnar inga ärr.

### Ytlig delhudsbrännskada
- Hela överhuden (epidermis) och ytliga delar av läderhud (dermis) är skadade.
- Ofta blåsor, fuktig, rodnad och smärtsam såryta.
- Nålspets känns vass.
- Intakt kapillär återfyllnad.
- Läker oftast inom 2 veckor.
- Efterlämnar inga ärr, men eventuellt pigmentförändringar.

### Djup delhudsbrännskada
- Hela epidermis och djupa delar av dermis (hårfolliklar, svettkörtlar och andra adnexa) är skadade.
- Marmorerad, mörkröd-vit, torr eller fuktig såryta.
- Oftast ingen blåsbildning.
- Nålspets känns trubbig.
- Tveksam eller utebliven kapillär återfyllnad.
- Operation med hudtransplantation krävs oftast för läkning.

### Fullhudsbrännskada
- Hela huden (epidermis och dermis) är skadad.
- Blek-brun eller svart färg, läderartad konsistens.
- Torr yta.
- Ingen känsel.
- Ingen kapillär återfyllnad.
- Operation med hudtransplantation krävs för läkning.

Att få fullhudsbrännskada av vatten tar :
| Tid           | Temperatur |
| ------------- | ---------- |
| 1 sekund      | 65 °C      |
| 5–10 sekunder | 57 °C      |
| 90 sekunder   | 52 °C      |
| > 5 minuter   | 50 °C      |

## Uppskattning av storlek på skadan
När man ska uppskatta hur stort område som är skadat använder man sig av den så kallade nioprocent-regeln. Huvudet utgör 9 %, vardera armen 9 %, bålen 2 × 9 % på framsidan och 2 × 9 % på baksidan, benen 2 × 9 % vardera och genitala delar 1 %. Vid mindre brännskador kan man uppskatta brännskadan utifrån storleken på den drabbades handflata, som utgör 0,5 %. Hela handen inklusive fingrar motsvarar 1 % av kroppsytan.
På små barn är denna regel inte tillämplig då de har större huvud i förhållande till kroppen. Ett spädbarnshuvud motsvarar 20 % av kroppsytan. Oavsett ålder motsvarar handflatan omkring 1 %.

## Omhändertagande

### Vid lättare skada
- Kyl med svalt vatten högst 15 min
- Rengör om sot eller smuts
- Lämna klara blåsor intakta, klipp bort blåsrester i kanterna
- Lägg på ett förband med ex Mepitel, salvkompress eller NaCl-kompress.
- Smärtlindring, ex paracetamol
- Om möjligt högläge av den skadade kroppsdelen

### Svårare skador
Vid följande trauma rekommenderas att den skadade snarast uppsöker sjukhus för vidare remittering till rikssjukvårdsenhet .
- Vid djupa delhud - och fullhudsbrännskador
- Mindre brännskador som sitter på känsliga ställen, tex. i ansikte eller kring genitalia
- Mer än 20 % ytlig delhudsskada hos vuxna och mer än 10 % hos äldre och barn under 16 år

### Vätsketillförsel
Då den brännskadade förlorar vätska i och med att hudbarriären är skadad är det viktigt att ersätta denna. Kroppen klarar själv att kompensera för vätskeförlusterna till viss mån men en brännskada på mer än 15-20 % bör behandlas med vätska.
Mängden vätska beräknas enligt Parklands-formel, 4 ml x kroppsvikt (kg) x procent brännskadad hud. Ex en 70 kg person med 30 % brännskador ska erhålla 4 x 70 x 30 = 8400 ml. Detta ska totalt ges under ett dygn varav hälften av vätskan de första åtta timmarna.

### Nutritionsbehandling
Behovet av energi, protein och vissa vitaminer (Vitamin B1, C, D, E) och mineraler (zink, koppar, selen) ökar efter en större brännskada på grund av ökad ämnesomsättning och behovet av byggstenar för sårläkningen. 

### Ärrbehandling
Om ärren efter brännskadan visar tecken på ärrhypertrofi, dvs att ärren är hårda, strama, röda eller svullna, sätts behandling in för att motverka detta. Målet är att patienten ska återfå så mycket som möjligt av sin tidigare rörlighet, funktion och aktivitetsförmåga. Vanligtvis påbörjas ärrbehandlingen några veckor efter sårläkning. Behandlingen syftar till att påverka och påskynda ärrprocessen och göra ärret platt och smidigt. För största effekt rekommenderas behandling med silikonplattor i kombination med kompressionsplagg.

## Komplikationer
Infektion och sepsis är allvarliga komplikationer som kan drabba patienter med brännskador. De initiala symtomen är ofta trötthet och feber. Obehandlad kan komplikationen bli livshotande. Vid misstanke på infektion bör patienten uppsöka sjukhus där sårodling tas och antibiotika sätts in. Förstahandsvalet är cefalosporinpreparat, ex Claforan. Profylaktisk antibiotikabehandling bör undvikas. I samhället förekommer fler och fler antibiotikaresistenta bakterier och dessa vill man inte ha in på en brännskadeenhet. För att förhindra infektioner i sjukvården krävs det att personalen följer de klädregler och regler för handtvätt och handhygien som finns . Detta är än mer viktigt i brännskadevården. Den brännskadade patienten är infektionskänslig och att förhindra överföring av bakterier till och från patienten är en stor omvårdnadsutmaning. 
Mindre allvarliga resttillstånd efter brännskada är torr och ömtålig hud, klåda, köldkänslighet, pigmentrubbningar, känselrubbningar, hyperalgesi, ärr, nedsatt kraft och rörelseinskränkningar.

## Brännskador hos barn
Skållning är den vanligaste orsaken till brännskador på barn. Det drabbar framförallt barn i åldern från 9 månader upp till några år. Oftast har barnet stjälpt ut något kärl med en het vätska såsom tekopp, kastrull, kaffekanna etc. Brännskadan lokaliseras oftast till ansikte, bål och framsidan av låren. Beröring av heta föremål drabbar barn i samma ålder. Det kan röra sig om att det krypande barnet reser sig emot ugnsluckor eller elradiatorer. Brännskadan är då oftast lokaliserad till handflatorna. Skador orsakade av öppen eld drabbar oftast äldre barn. Lek med lättantändliga ämnen, smällare etc. kan vara orsaken. Skadorna sitter då ofta på händer och i ansiktet.